# インターナショナル岡山歯科衛生専門学校
インターナショナル岡山歯科衛生専門学校（インターナショナルおかやましかえいせいせんもんがっこう）とは、岡山県岡山市北区にある医療系の専門学校。歯科衛生士を3年で養成している。

## 設置学科
- 歯科衛生学科（3年/48名/男女共学）

## 取得資格
- 歯科衛生士（国家試験受験資格）

## 運営法人
- 学校法人本山学園

〒700-0913 岡山県岡山市北区大供3-2-18

## 沿革
- 平成21年4月 - インターナショナル岡山歯科衛生専門学校開校

## 姉妹校
- 岡山医療専門職大学
- 西日本調理製菓専門学校